# Unbundling
Unbundling — неологизм для обозначения влияния повсеместного распространения мобильных устройств, Интернета, веб-технологий, социальных медиа и доступа к информации в XXI веке на старые социальные институты (образование, СМИ, игры, торговлю и т. д.). В некоторых публикациях Unbundling получил название «великого нарушителя».

## Этимология
Английский термин unbundling включает отрицательный префикс Un и корень глагола bundle — «связывать, собирать», то есть фактически означает процесс разделения чего-то на мелкие части, дробления. В бизнесе при процедуре слияний и поглощений unbundling относится к «процессу поглощения более крупной компанией с несколькими различными направлениями бизнеса, с последующей продажей дочерних компаний при сохранении основного бизнеса».

## Примеры
- Массовое открытое онлайновое образование является частью тенденции к разделению высшего образования[6], обеспечивая доступ к текстам лекций, онлайн-тестам и цифровым документам в качестве дополнения к традиционной системе преподавания[2].
- Радио «Пандора»[7].
- Генеральный директор британско-американского новостного сайта Mashable предсказал, что одной из основных тенденций 2013 года будет разделение содержания новостей с помощью «обменника микроконтентом» с использованием такого программного обеспечения, как агрегатор контента социальных сетей Flipboard[англ.][8] (Android и iOS), Zite и Spun (iPhone)[9].